# マスフローコントローラ

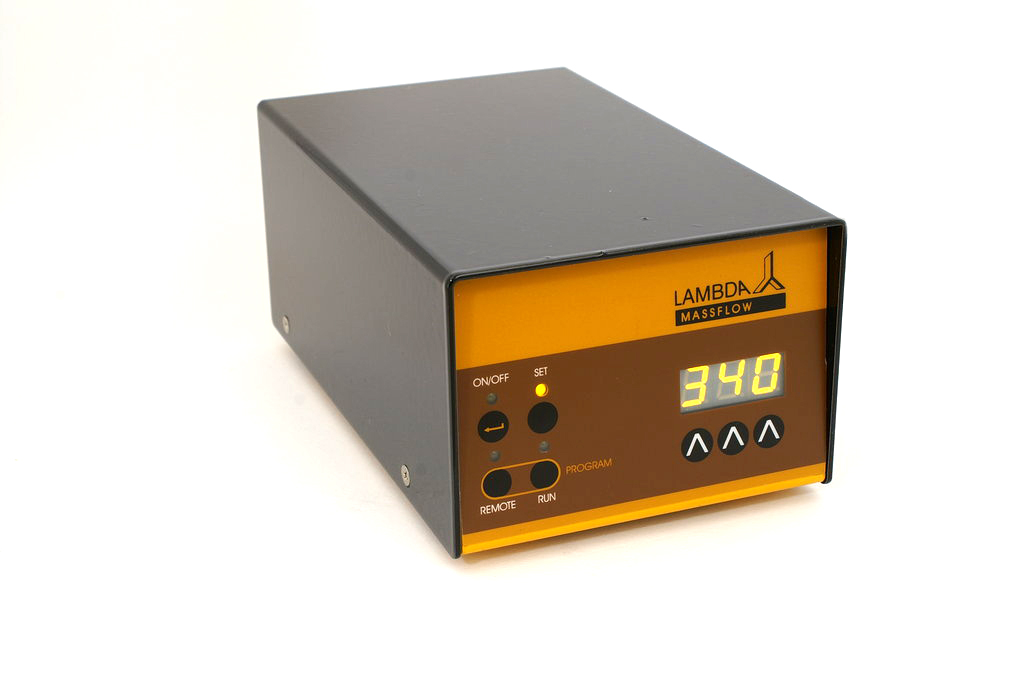
制御装置。外部に制御装置が必要な場合がある。MFC本体とは電気通信ケーブルで接続される。

マスフローコントローラ（英: mass flow controller, MFC）とは、質量流量計（質量流量を測る流量計）に流量制御の機能を持たせたもののことである。単に流量のセンシングだけを行って、制御を行わない場合は、マスフローメータ（mass flow meter）といい、区別することがある。
体積流量計では、ボイル＝シャルルの法則（気体の場合）や化学変化などのために、温度や気圧によって体積流量が変化してしまうことがあるが、その際でも質量は変化しないことから、質量流量計のほうが好まれることがある。
体積流量計や差圧流量計など質量流量計以外の原理の流量計に、流量調整機能を付けて、体積流量換算などによって質量流量計として用いた場合は、マスフローコントローラとは呼ばないのが一般である。

## 用途
化学工場、半導体工場、宇宙関係などにおいて、化学反応、温度変化や気圧変化の影響を受けにくいことから、用いられることがある。

## 原理

熱式マスフローメータでは、質量流量に応じて、流路に温度差が生じる

質量を検出する方法としては、主に流れによって生じた流路の上流と下流の温度差を読み取る熱式（サーマル式）の方式が用いられる。他の方式としては、コリオリ力を用いたコリオリ式や、音速ノズル（臨界ノズルともいう）を用いたノズル式がある。
熱式の場合は、質量流量によって変化する流路の温度を電気抵抗の温度変化を利用して検出する。ガスがセンサーに流れ込むと、上流側と下流側の抵抗体に温度差が生じる。したがって、流路に電気抵抗計を組み込めば、質量流量をセンシングできる。抵抗から温度を算出するため、熱線式のマスフロー機器には測温抵抗体または類似の部品が組み込まれている。また、一般に電気抵抗のセンシングは、主にホイットストーンブリッジなどのブリッジ回路によって行なわれる。
この温度変化を、ブリッジ回路で捉えて、流量出力信号として取り出す。これに、外部から入力された流量設定信号とセンサーの流量出力信号を比較して、それぞれの信号レベルが一致するように流量制御バルブがPID制御などで、バルブの開度を調整する。流量の制御は、一般に電磁弁（「ソレノイドバルブ」とも言う）で行われる。
使用上の注意として、ガスの比熱はガスによって異なるので、ガスの組成に応じて専用のマスフロー機器を用いる必要がある。たとえば、窒素ガスを流すMFCを用いるなら、窒素ガス専用のMFCを用いる。マスフローメータが表示する流量は、専用のガスを流した場合の流量である。「コンバージョンファクタ」と言って、異なるガスを流した場合の換算式も流量計測の業界内では一般的に知られているが、業者以外は、なるべく専用のガスに適した各ガス専用のマスフロー機器を用いるのが無難である。
ノズル式やコリオリ式など、熱式以外のマスフロー機器の場合では、比熱は測定に用いていないが、使用するマスフロー機器は各ガスに適合した専用のマスフロー機器を使用するのが通常である。

## 歴史
マスフローコントローラーの発明の歴史は、諸説あるが有名な説は、アメリカ合衆国でアポロ宇宙計画のあった1950年代ころに、アメリカでマスフローコントローラが発明されたという説が有名である。なお、このアポロ計画説でマスフローコントローラーが用いられた理由は、宇宙では気圧が地球と異なるため、地球上の気圧を前提とする体積流量系では換算が必要になり、したがって体積流量計では誤差が大きくなる。いっぽう熱線式マスフローメーターでは、圧力測定を経由せず上流および下流の温度から流量を測定できるので、宇宙では熱線式のほうが体積流量計よりも信頼性が高いだろう、というキャリブレーション（校正）上の理由、あるいは品質保証のトレーサビリティ上の理由だろうとする説が根強い。

## ノズル式MFM/MFCについて
気体の流れでは、仮に流路がノズル孔などの細穴などで狭められたとして、その細穴の上流と下流との間に、何倍かの圧力差があると、その気体での音速よりも流側のほうが速くなるため、臨界（りんかい）という通常の流れとは異なる特異な流れの現象を起こし、下流側の圧力によらず上流側の圧力によってのみ流量が決まるという現象を起こす。臨界に必要な圧力の比（上流÷下流）を臨界圧力比といい、温度によって変わるが、常温では臨界圧力比は、おおむね2の付近である。音速を超える圧力差というと大変そうに聞こえるが、高圧ボンベや、必要ならば下流側を真空ポンプで吸引するなどすれば、比較的、容易な設備で臨界が実現できる。
この現象を用いた構造は、ラバールノズルという現象として古くから知られている。
なお、水路の水などの液体の流れでも、気体流体の臨界と類似の現象が古くから知られており、例えば開水路で、もし流速が表面波の速度以上になると、つまりフルード数が1を超えると、射流（しゃりゅう）という流れの状態になり、射流では下流で起きた波は上流には伝わらなくなるという現象がある。（もし、射流なのに表面波が上流にさかのぼったとすると、「流速が表面波よりも速い」という仮定に矛盾する。）
ノズル式の流量計およびノズル式マスフロー機器の話に戻る。
日本の産業技術総合研究所(AIST)、および韓国の工業測定標準の国家機関であるKRISSでは、気体流量測定の国家標準器には、臨界ノズルを組み込んだ流量計が用いられている。このため、国家標準器との技術的な親和性から、日本および韓国での計測業界でノズル式流量計が好んで用いられる場合がある。ただし、このことは、必ずしも、ノズル式の精度が熱式よりも原理的に高いという事ではない。実際にアメリカ合衆国の国家計量標準機関であるNISTやドイツの計量標準機関であるドイツ国立理工学研究所などのように、他の国の国家計量標準機関では、気体流量の国家標準器にはノズル式以外の異なる原理の流量計や体積流量計が用いられている場合もある。
原理上、臨界ノズル式の流量計には、圧力計がノズル上流側の位置に必要である。ゆえにノズル式のマスフロー機器にもノズル上流側には圧力計が入っている構造になっている。
また、臨界を起こすための圧力差が必要な為、差圧が無い場所ではノズル式マスフロー機器は機能しない。マスフロー機器に限らず、一般に臨界ノズル式の流量計は差圧が無いと、そもそも臨界が起きないので機能しない。
なお、ノズル式マスフロー機器は、一般的にノズルを収容するための大きさが必要であり、ノズル式マスフロー機器の小型化は熱線式に比べれば困難である。